# Brachiálás
A brachiáció vagy brachiálás (a ’kar’ jelentésű görög brakhion → latin brachium szóból, latinosan brachiatio) a fán élő főemlősök közlekedésének sajátos módja. A brachiáló állatok (más szóval brachiátorok vagy latinosan brachiatorok) alsó végtagjuk helyett a felsőt használják a lombkoronaszintben történő horizontális helyváltoztatásra, azaz alapvetően a vastagabb ágakon függeszkedve közlekednek, s nem ugranak, hanem átlendülnek egyik ágról a másikra. Tipikusan a főemlősök képesek a brachiációra – köszönhetően módosult vállízületüknek –, de csak az emberszabásúak közé tartozó délkelet-ázsiai gibbonfélék élnek rendszeresen a helyváltoztatás e módjával. A brachiáló állatokat az alsónál hosszabb felső végtag, erőteljes ágyékcsigolya, hosszú ujjak és elcsökevényesedett hüvelykujj jellemzi. Testtömegük jellemzően csekély, és fent vázolt csontszerkezetük lehetővé teszi, hogy ily módon nagyobb távolságokat is megtegyenek, akár óránkénti 50 kilométeres sebességgel is. Egyes elképzelések szerint a brachiációnak fontos szerepe volt a függőleges testtartás kialakulásában. Erre utalhat, hogy az emberszabású majmok közé tartozó orangutánok, csimpánzok és gorillák alkalomszerűen ma is közlekednek függeszkedve, amely brachiáló őseiktől örökölt készségként élhetett tovább.
Az újvilági pókmajmok családjának néhány képviselőjét a szaktudomány félbrachiátorokként (semi brachiators) tárgyalja, tekintve, hogy helyzetváltoztatásukat a brachiálással kiegészített ugrálva haladás jellemzi, s ebben a mozgásban az „ötödik karként” használt ún. kapaszkodófarok is segíti őket.